# Oecanthus lineolatus
Oecanthus lineolatus är en insektsart som beskrevs av Henri Saussure 1897. Oecanthus lineolatus ingår i släktet Oecanthus och familjen syrsor. Inga underarter finns listade i Catalogue of Life.